# Erwin Reidinger

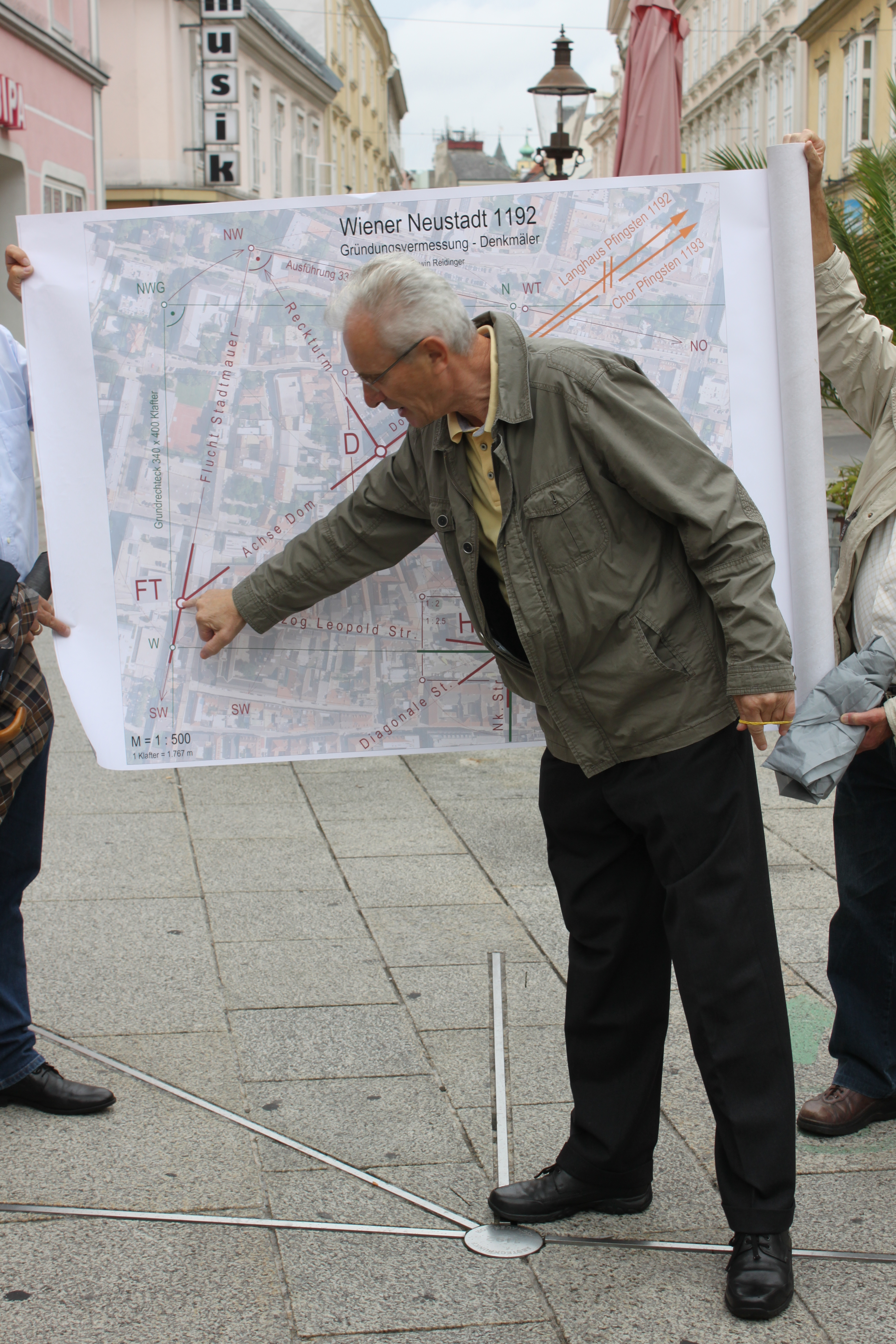
Erwin Reidinger erklärt die Gründungsvermessung 1192 der Stadt Wiener Neustadt beim ehemaligen Fischauer Tor.

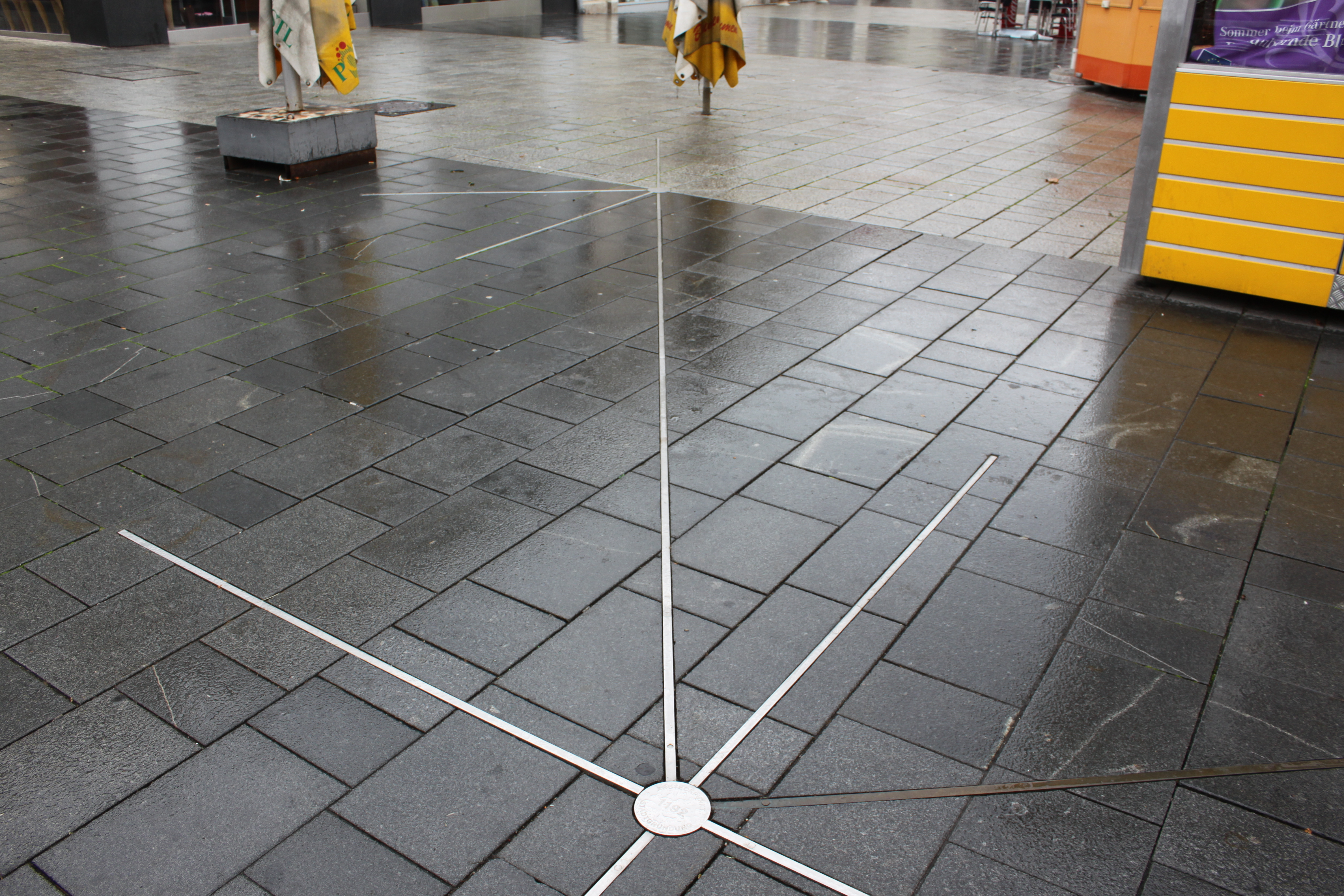
Gründungsvermessung 1192 in Wiener Neustadt am Hauptplatz. A-Punkt der Stadt vorne und H-Punkt vom Hauptplatz hinten. Beide Punkte auf einer Linie mit dem Portalpunkt vom Dom von Wiener Neustadt und in weiterer gleicher Linie mit der Nordwestecke der Stadtbefestigung mit dem Reckturm

Erwin Reidinger (* 11. Februar 1942 in Wiener Neustadt) ist ein österreichischer Bauingenieur.

## Leben

Analysebeispiel Pfarrkirche St. Peter im Moos

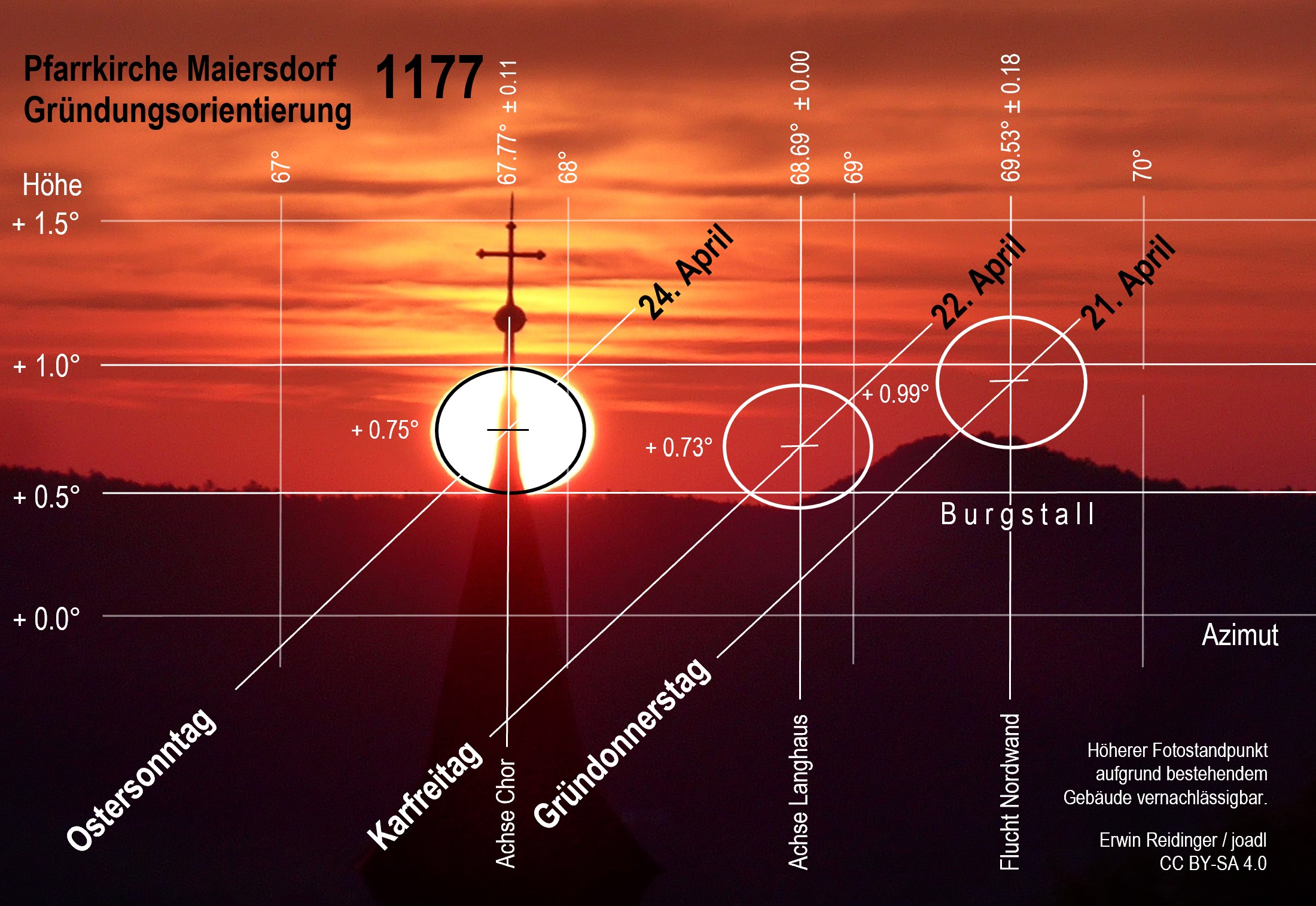
Gründungsdatierung der Pfarrkirche Maiersdorf

Erwin Reidinger besuchte die Hauptschule und die HTL Mödling, anschließend absolvierte er das Studium Bauingenieurwesen an der Technischen Universität Wien und graduierte 1968 zum Diplomingenieur. Von 1968 bis 1974 war er in einem Zivilingenieurbüro tätig. Er war seit 1974 Amtssachverständiger für Bauwesen und von 1992 bis 2002 Abteilungsleiter im Amt der Landesregierung Niederösterreich. 1996 wurde er mit dem Dissertationsthema Planung oder Zufall. Wiener Neustadt 1192 an der Technischen Universität Graz zum Dr.-techn. promoviert.
Erwin Reidinger engagierte sich für zahlreiche kultur- und bauhistorische Forschungen, hat Baustellen auf archäologische Details beobachtet und verschiedene Schriften dazu vorgelegt. Er hat mit vielen anderen in fünf Jahren mit jährlich 2000 freiwilligen Stunden an der Erhaltung der Filialkirche Winzendorf Mariä Himmelfahrt gearbeitet und Winzendorf erhielt 1991 dafür den Europa-Nostra-Preis. Er hat auf dem Gebiet der Geodäsie und Archäoastronomie zu historischen Absteckpunkten, Ostung und Achsknick von Kirchen und wie Klaus Humpert zur Stadtplanung und Absteckung von mittelalterlichen Stadtgründungen und Stadterweiterungen geforscht und ist dabei zu neuen Ergebnissen gelangt.
In seiner Arbeit über die Ausrichtung der Stiftskirche in Rein führt er Belege dafür an, dass der ursprüngliche romanische Kirchenbau in einzelnen Bauteilen auf Tage der Karwoche, das Triduum Sacrum, ausgerichtet war.
Erwin Reidinger ist verheiratet und hat vier Kinder und zehn Enkelkinder.
2000 wurde er von Kardinal-Großmeister Carlo Kardinal Furno zum Ritter des Ritterordens vom Heiligen Grab zu Jerusalem ernannt und am 23. September 2000 durch Maximilian Fürnsinn, Großprior der österreichischen Statthalterei, investiert.

## Reidingers Arbeiten zum Jerusalemer Tempel

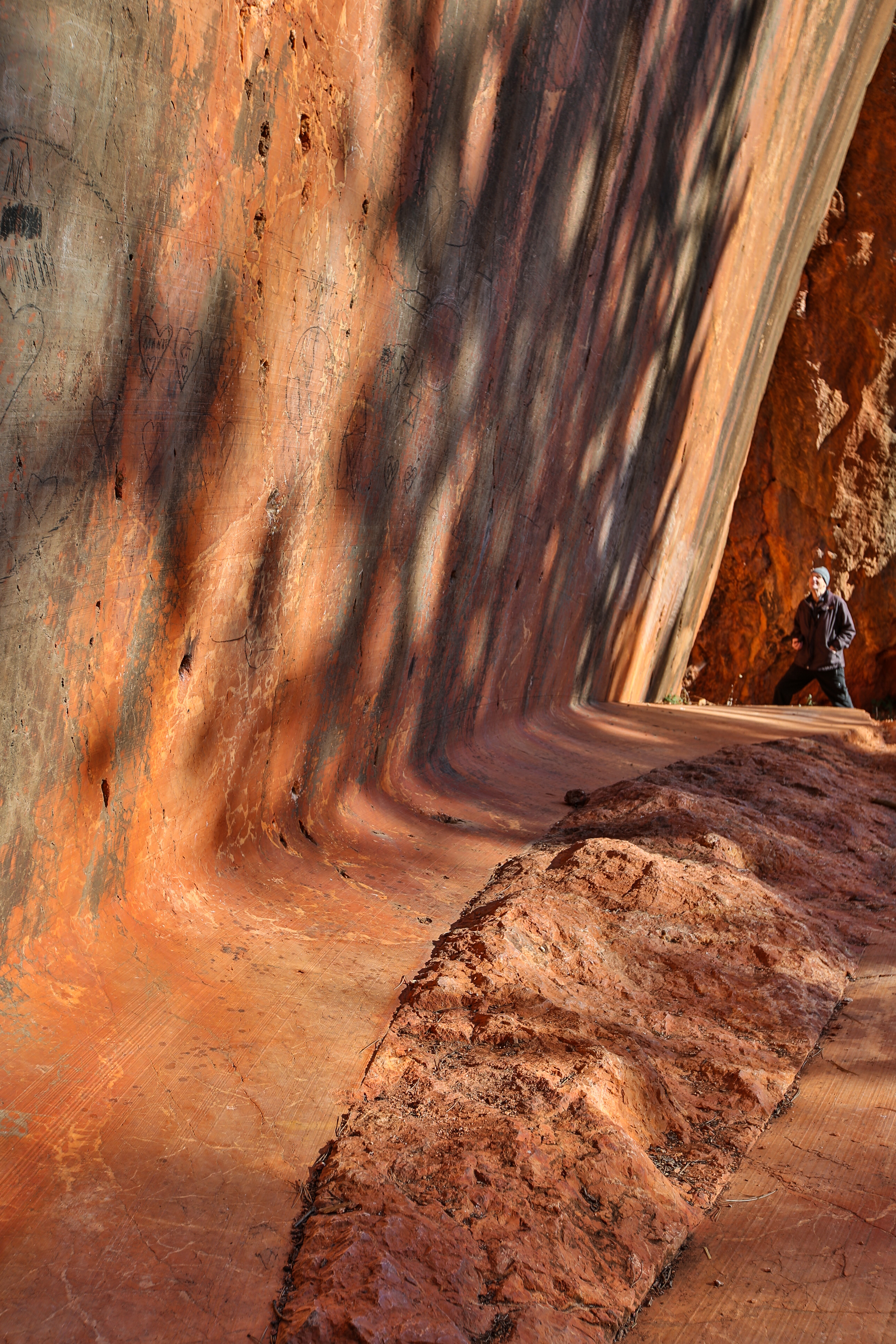
Reidinger ist der Initiator des Geotops im Engelberger Steinbruch

Erwin Reidinger möchte eine neue Forschungsdisziplin Bautechnische Archäologie begründen, die bautechnische, geodätische und astronomische Methoden verbindet, um antike Tempel zu rekonstruieren. Ausgehend von einem Abknicken der Ostmauer der herodianischen Tempelplattform, das er unter Zuhilfenahme von Ez 42  mit der Nordostecke des salomonischen Tempels identifizierte, glaubte Reidinger die Mittelachse des salomonischen Tempels festlegen zu können. Er ermittelte sodann, wann während der Regierungszeit Salomos die Sonne am 1. Tag Pessach durch diese Mittelachse aufging, und kam zu dem Schluss, dass der Bau am 18. April 957 v. Chr. begonnen worden sei. Es handelt sich hierbei um eine Außenseiterthese, die im Übrigen voraussetzt, was von Finkelstein und anderen in Frage gestellt wird, nämlich dass Salomo den Tempel erbaute.

## Auszeichnungen
- 1990 Wirklicher Hofrat der NÖ Landesregierung
- 1996 Niederösterreichischer Kulturpreis
- 2000 Ritterschlag zum Ritter vom Heiligen Grab zu Jerusalem
- 2002 Silbernes Komturkreuz des Ehrenzeichens für Verdienste um das Bundesland Niederösterreich[3]
- 2008 Berufstitel Professor
- 2020 Goldenes Ingenieurdiplom der Technischen Universität Wien[4]
- 2021 Ritter des päpstlichen Silvesterordens als Anerkennung der wissenschaftlichen Leistungen auf dem Gebiete der Kirchenorientierung.[5]
- 2025 Österreichisches Ehrenkreuz für Wissenschaft und Kunst I. Klasse[6]

## Publikationen
- Die mittelalterliche Kirche Maria Himmelfahrt in Winzendorf. Maßeinheit und Grundrissgestaltung der Kirche. In: Archaeologia Austriaca 74, Wien 1990, S. 140–152.
- Planung oder Zufall. Wiener Neustadt 1192. 2. Auflage. Böhlau Verlag, Wien 2002, ISBN 3-205-99339-X, S. 397 (Erstausgabe: merbod-Verlag, Wiener Neustadt  1995).
- zusammen mit Hermann Kurahs, Sepp Szedonja, Johann Wieser: Bad Radkersburg: Naturraum und Bevölkerung, Geschichte, Stadtanlage, Architektur, Stadtgemeinde Bad Radkersburg, Bad Radkersburg 1997.
- Mittelalterliche Gründungsstädte in Niederösterreich, Grundlagen – Regeln – Beispiele. In: Österreichische Ingenieur- und Architekten-Zeitschrift, 1/1998, S. 2–20.
- Geotop-Marmorsteinbruch Engelsberg in Winzendorf-Muthmannsdorf. In: Unsere Heimat. Zeitschrift für Landeskunde von Niederösterreich. Jahrgang 70, Heft 1, 1999, S. 27–31 (PDF auf noel.gv.at).
- Die romanische Pfarrkirche zum hl. Martin in Bad Fischau. In: Unsere Heimat. Zeitschrift für Landeskunde von Niederösterreich. Jahrgang 70, Heft 4, 1999, S. 306–314 (PDF auf noel.gv.at).
- mit Werner Jobst (Bearbeitung, Herausgeber): Carnuntum-Jahrbuch. Zeitschrift für Archäologie und Kulturgeschichte des Donauraumes: 1999, Verlag Österreichische Akademie der Wissenschaften, Wien 2000, ISBN 3-7001-2873-8 (?).
- Wiener Neustadt 1192 – Grundwasser und Stadtplanung. In: Unsere Heimat. Zeitschrift für Landeskunde von Niederösterreich. Jahrgang 70, Heft 2, 2000, S. 139–149.
- Planung oder Zufall. Wiener Neustadt 1192. 2. Auflage, Böhlau Verlag, Wien 2001, ISBN 3-205-99339-X.
- Archäologische Bauforschungen im Bereich des Fischauer-Tores von Wiener Neustadt: Bericht uber Ausgrabungen 1998–1999, Verlag Österreichische Akademie der Wissenschaften, Wien 2001.
- Marchegg – Ostersonntag 1268. In: Der Sternenbote, Österreichische astronomische Monatsschrift. Nr. 551, 45. Jahrgang, Heft 6, 2002, ISSN 0039-1271, S. 102–106 (siehe: Pfarrkirche Marchegg).
- Mittelalterliche Stadtplanung am Beispiel Linz. In: Archiv der Stadt Linz (Hrsg.): Historisches Jahrbuch der Stadt Linz 2001. Linz 2003 (Einführung – Allgemeine Regeln der mittelalterlichen Stadtplanung – Mittelalterliches Linz mit Planung und Ausführung der Stadterweiterung – Hauptplatz – Stadttore und Türme – Stadtpfarrkirche; PDF auf erwin-reidinger.heimat.eu).
- Die Tempelanlage in Jerusalem von Salomo bis Herodes. Aus der Sicht der Bautechnischen Archäologie. 2005.
- Kirchenplanung in Stadt und Land aus der Sicht der „bautechnischen Archäologie“. Lage, Orientierung und Achsknick. In: Beiträge zur Mittelalterarchäologie in Österreich. Band 21, Hrsg.: Österreichische Gesellschaft für Mittelalterarchäologie, Wien 2005, ISSN 1011-0062, S. 49–66 (PDF auf erwin-reidinger.heimat.eu).
- Stadtplanung im hohen Mittelalter: Wiener Neustadt – Marchegg – Wien. In: Ferdinand Opll, Christoph Sonnlechner: Europäische Städte im Mittelalter (= Forschungen und Beiträge zur Wiener Stadtgeschichte. ZDB-ID 716753-2, Band 52). Hrsg. vom Verein für Geschichte der Stadt Wien, StudienVerlag, Innsbruck/Wien/Bozen 2010, ISBN 978-3-7065-4856-4, S. 155–176 (PDF auf erwin-reidinger.heimat.eu).
- mit Gerhard Hradil (Hrsg.): Sancta Crux 2009: 70. Jahrgang, Nr. 126 / 2009, Be&Be-Verlag, 2010, ISBN 3-902694-23-8.
- Ostern 326. Gründung der Grabeskirche in Jerusalem. In: Liber Annuus 62, Studium Biblicum Franciscanum, Jerusalem 2012, S. 371–403 (PDF auf erwin-reidinger.heimat.eu).
- Stiftskirche Göttweig 1072. Orientierung – Achsknick – Gründungsdatum. Österreichische Zeitschrift für Kunst und Denkmalpflege LXVII, 2013, Heft 1/2 (PDF auf erwin-reidinger.heimat.eu).
- 1027. Gründung des Speyerer Domes. Sonne – Orientierung – Achsknick – Gründungsdatum – Erzengel Michael (= Schriften des Diözesan-Archivs Speyer. Band 46). Pilger-Verlag, Annweiler 2014, ISBN 978-3-942133-76-0 (PDF auf erwin-reidinger.heimat.eu).
- Ostern 1136. Neue Erkenntnisse zur Gründung von (Klein-) Mariazell in Österreich. (= M.CellA. Beiträge zu Geschichte, Kunst und Kultur des ehemaligen Benediktinerstiftes Mariazell in Österreich 2). Stift Klein-Mariazell und Basilika Klein-Mariazell. Mit einem Vorwort von Thomas Aigner, Diözesanarchiv St. Pölten, St. Pölten 2016, ISBN 978-3-901863-51-6.
- Civitas Nova 1192. Herzogshof, Domplatz und Dom. S. 87–100. In: Die Propstei von Wiener Neustadt. Festschrift zur Revitalisierung. Herausgegeben von Johannes Dinhobl, Bauforschungen aus Niederösterreich Band 3, NWV Verlag, Wien Graz 2016, ISBN 978-3-7083-1018-3.
- 1159: Burgkapelle der Burgruine Starhemberg. Bauanalyse – Archäoastronomie – Orientierungstag. (im Erscheinen). Winzendorf 2022 (43 S.).
- Stift Neuberg an der Mürz. Bauforschung – Astronomie – Geschichte. Erwin Franz Reidinger mit einem historischen Beitrag von Gernot Peter Obersteiner. In: Steine sprechen. Zeitschrift der Österreichische Gesellschaft für Denkmal- und Ortsbildpflege. Jg. LXI, Nr. 157. Wien April 2022 (26 S.).
- 1165: Burgkapelle der Ruine Emmerberg. Bauanalyse – Archäoastronomie – Orientierungstage. Dezember 2022 (43 S., heimat.eu [PDF; abgerufen am 2. Januar 2023] im Erscheinen).
- Mödling. Pfarrkirche St. Othmar und Karner. Verknüpfung mit dem Kosmos. Amazon Independently, Winzendorf 2023, ISBN 979-88-6254296-7 (71 S.).
- 1130: Stiftskirche Rein. Himmlischer Code entschlüsselt. Neue Erkenntnisse durch Archäoastronomie. Amazon Independently, Winzendorf 2024, ISBN 979-88-7662362-1 (71 S.).
- 1211. Pfarrkirche Schöngrabern. Vorfreude auf Ostern, bauanalytisch, archäoastronomisch, liturgisch, historisch und kunstgeschichtlich betrachtet. Beiträge von Heinz-Walter Schmitz, Mario Schwarz und Herbert W. Wurster. Vorwort von Patrick Schicht. Winzendorf 2024, 21 Seiten.
- 1167. Karner St. Michael in Hartberg. Bauanalytische und astronomische Untersuchung. Kunsthistorische Begleitung von Mario Schwarz, 2024, 61 Seiten.

## Filme
- 2014 Erwin Reidinger Ganz Privat. WN-TV, Michael Wehrl, 16. April 2014.
- 2019 Orientierung von Heiligtümern an der aufgehenden Sonne. Tempel Salomo – Alt St. Peter in Rom – Stiftskirche von Heiligenkreuz. Vorlesung, Philosophisch-Theologische Hochschule Benedikt XVI., 14. November 2019.